# Ga nhà ga 1 sân bay (Tàu điện ngầm Đào Viên)
Nhà ga 1 sân bay (tiếng Trung: 機場第一航廈站) là nhà ga trên tuyến Tàu điện ngầm Đào Viên ở Đại Viên, Đào Viên, Đài Loan. Ga này nằm tại nhà ga 1 của Sân bay quốc tế Đào Viên Đài Loan và mở cửa dịch vụ ngày 2 tháng 3 năm 2017.

## Tổng quan
Nhà ga nằm dưới lòng đất với 1 ke ga và hai đường ray. Cả hai chuyến tàu tốc hành và thông hành đều dừng tại ga này. Nhà ga dài 171,4 mét (562 ft) và rộng 17,3 mét (57 ft). Nó được chạy thử nghiệm vào ngày 2 tháng 2 năm 2017, và thương mại hóa vào ngày 2 tháng 3 năm 2017.

## Hình ảnh

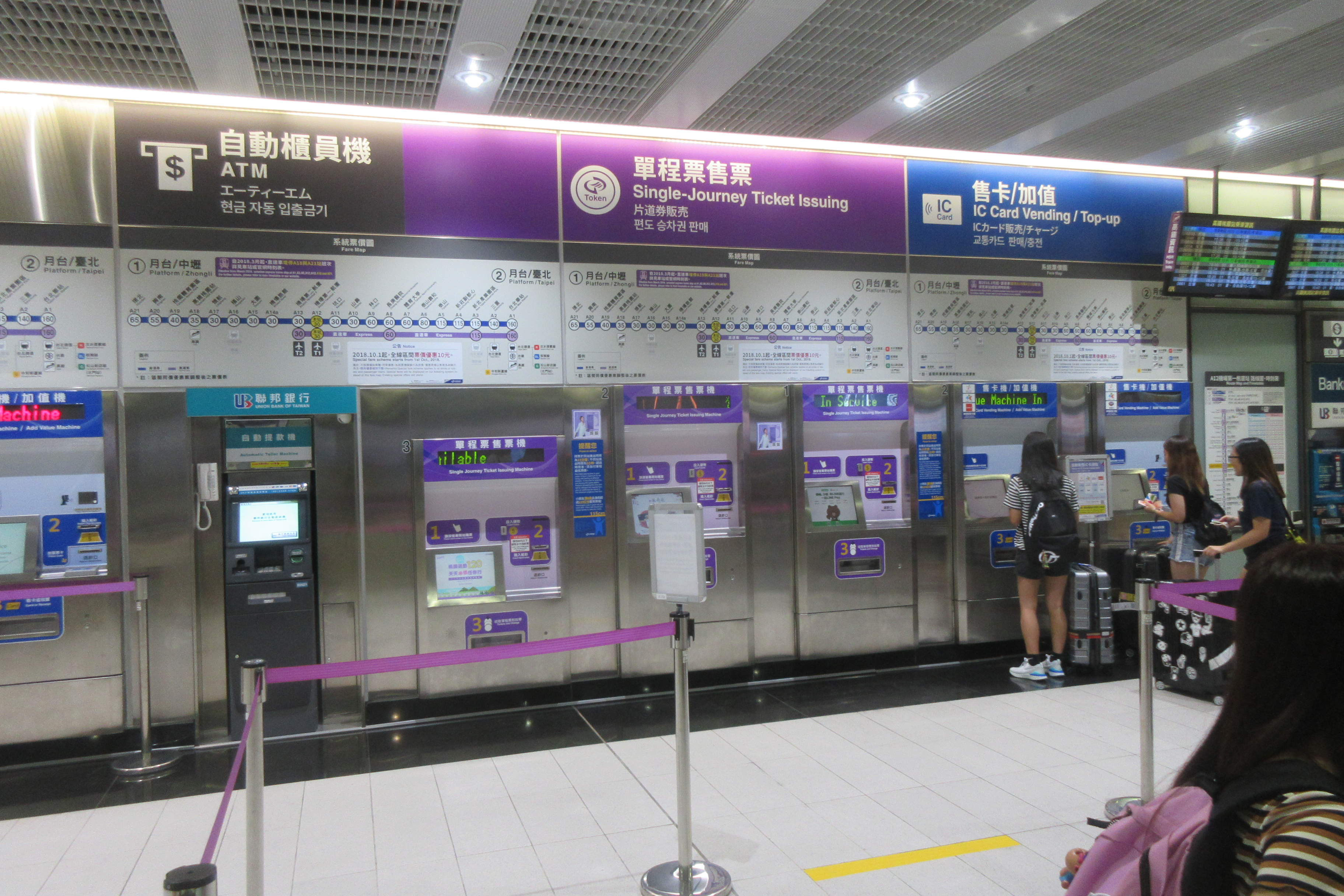
Máy bán vé tại Nhà ga 1 sân bay Đào Viên.
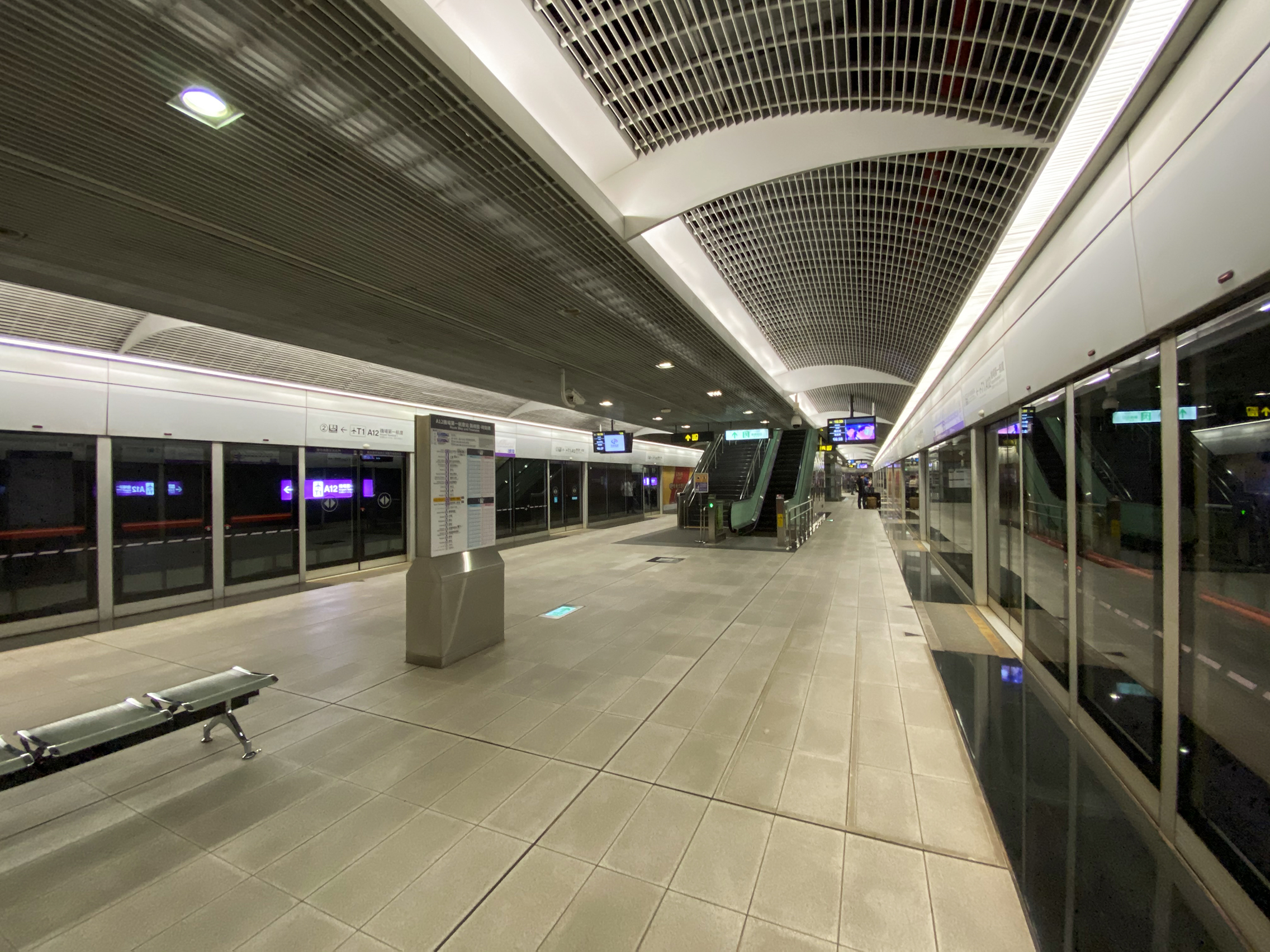
Ke ga nhà ga 1 sân bay.
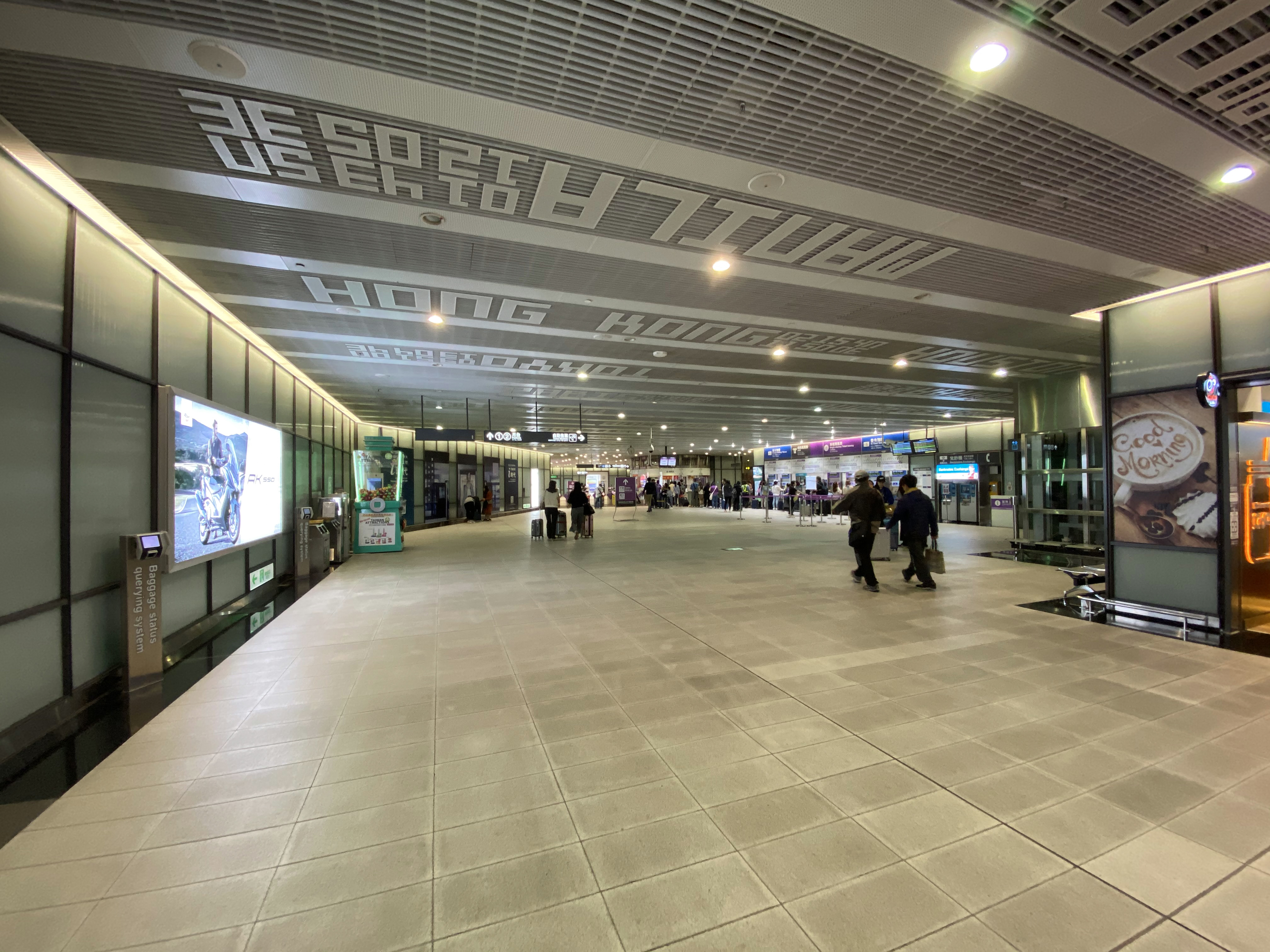
Lối vào nhà ga 1 sân bay.